# Red Bull-BORA-hansgrohe
Red Bull-BORA-hansgrohe (UCI Code: RBH) is een Duitse UCI World Tour-wielerploeg, opgericht in 2010 door Ralph Denk. De ploeg wordt gesponsord door Red Bull, BORA en hansgrohe.

## Geschiedenis

### NetApp
Het team werd in 2010 opgericht als Team NetApp met een UCI Continental-status. Voor het debuutseizoen werden er vijftien renners gecontracteerd, waarvan de helft Duitsers. Ook reed de Belg Dimitri Claeys, en de Nederlander Huub Duyn voor het team. Omdat het team een continentale, en geen pro-continentale licentie aanvroeg kon het geen wildcards ontvangen voor ProTour wedstrijden. De succesvolste renner van het debuutseizoen was de Oostenrijker Daniel Schorn, met één zege in de Ronde van Normandië en twee in de Ronde van Slowakije.
Na haar debuutseizoen werd het team gepromoveerd tot de ProContinental-status. Het team telde negentien rijders en was versterkt met Bartosz Huzarski, Leopold König en Daryl Impey. 
Het team kreeg in 2011 een wildcard voor deelname aan Parijs-Roubaix, Ronde van Zwitserland en de Vattenfall Cyclassics.
2012 betekende het jaar van de grote doorbraak. Met het aantrekken van Matthias Brändle, Reto Hollenstein, Andre Schulze en Marcel Wyss was het team aanzienlijk versterkt. Het kreeg startrecht in de Ronde van Vlaanderen, Parijs-Roubaix, Vattenfall Cyclassics, maar vooral mocht het in mei starten aan de Ronde van Italië. Het team greep twee keer net naast een ritzege, tijdens de tiende etappe werd Bartosz Huzarski tweede, en in de veertiende rit deed Jan Bárta dit over. Bárta werd met zijn 65e plek in de eindklassering de hoogst genoteerde renner van deze ploeg.

### NetApp-Endura
Voor het seizoen 2013 ging Team NetApp samen met het Britse Endura Racing en werd het NetApp-Endura. Het team kreeg negen wildcards, waaronder voor Tirreno-Adriatico, Amstel Gold Race, Dauphiné, Ronde van Polen, Ronde van Lombardije en ook dit jaar mochten ze starten in een grote ronde namelijk in de Ronde van Spanje. In deze ronde bewees het team zijn wildcard waard te zijn, want de achtste etappe werd gewonnen door Leopold König, die tevens als negende eindigde in het eindklassement.

### BORA-Argon 18
Tijdens de Ronde van Frankrijk in 2014 werd bekend dat BORA zich met ingang van het seizoen 2015 naamgever van het team mocht noemen. Met de steun van BORA hoopte oprichter Denk rond 2017 een UCI World Tour-toelating te bewerkstelligen. Argon 18 sloot zich aan bij de wielerploeg als fietsenleverancier en naamgever.

### BORA-hansgrohe
In 2017 startte de Ronde van Frankrijk in Düsseldorf en de ploeg wilde zeker zijn van deelname. Samen met de nieuwe Duitse co-sponsor hansgrohe werd de stap gezet naar de UCI World Tour. Acht renners en materiaalleverancier Specialized stapten over van de gestopte Tinkoff-ploeg. Waaronder wereldkampioen Peter Sagan en ronderenner Rafał Majka.
Een greep uit de belangrijkste zeges: In 2022 won Jai Hindley de Ronde van Italië en Peter Sagan droeg twee seizoenen de trui van de wereldkampioen. In 2018 won hij de klassieker Parijs-Roubaix. De ploeg won twee keer het puntenklassement van zowel de Ronde van Frankrijk, als de Ronde van Italië, met Sagan en Pascal Ackermann.
Wegens succes verlengden in 2023 zowel BORA als hansgrohe de sponsorcontracten tot en met 2027.

### Red Bull-BORA-hansgrohe
In januari 2024 werd bekendgemaakt dat Red Bull GmbH plannen had om een meerderheidsbelang in de wielerploeg te nemen. Deze werd later die maand, op maandag 29 januari 2024, goedgekeurd door de autoriteiten. Hierdoor veranderde de naam van de wielerploeg naar Red Bull-BORA-hansgrohe voor de start van de Ronde van Frankrijk van 2024.

## Resultaten

### Grote rondes
| Jaar | Ronde van Italië                     | Ronde van Italië                                      | Ronde van Frankrijk                                   | Ronde van Frankrijk                | Ronde van Spanje        | Ronde van Spanje            |
| Jaar | hoogste klassering                   | etappewinst                                           | hoogste klassering                                    | etappewinst                        | hoogste klassering      | etappewinst                 |
| ---- | ------------------------------------ | ----------------------------------------------------- | ----------------------------------------------------- | ---------------------------------- | ----------------------- | --------------------------- |
| 2010 | geen deelname                        | geen deelname                                         | geen deelname                                         | geen deelname                      | geen deelname           | geen deelname               |
| 2011 | geen deelname                        | geen deelname                                         | geen deelname                                         | geen deelname                      | geen deelname           | geen deelname               |
| 2012 | 65e Jan Bárta                        |                                                       | geen deelname                                         | geen deelname                      | geen deelname           | geen deelname               |
| 2013 | geen deelname                        | geen deelname                                         | geen deelname                                         | geen deelname                      | 9e Leopold König        | 8e Leopold König            |
| 2014 | geen deelname                        | geen deelname                                         | 7e Leopold König                                      |                                    | geen deelname           | geen deelname               |
| 2015 | geen deelname                        | geen deelname                                         | 25e Jan Bárta                                         |                                    | geen deelname           | geen deelname               |
| 2016 | geen deelname                        | geen deelname                                         | 21e Emanuel Buchmann                                  |                                    | 54e Jose Mendes         |                             |
| 2017 | 16e Patrick Konrad                   | 1e Lukas Pöstlberger                                  | 15e Emanuel Buchmann                                  | 3e Peter Sagan 20e Maciej Bodnar   | 39e Rafał Majka         | 14e Rafał Majka             |
| 2018 | 7e Patrick Konrad 10e Davide Formolo | 7e, 12e en 21e Sam Bennett                            | 19e Rafal Majka Peter Sagan                           | 2e , 5e en 13e Peter Sagan         | 12e Emanuel Buchmann    |                             |
| 2019 | 6e Rafał Majka Pascal Ackermann      | 2e en 5e etappe Pascal Ackermann 12e Cesare Benedetti | 4e Emanuel Buchmann Peter Sagan                       | 5e Peter Sagan                     | 6e Rafał Majka          | 3e en 14e Sam Bennett       |
| 2020 | 8e Patrick Konrad                    | 10e Peter Sagan                                       | 33e Lennard Kämna                                     | 16e Lennard Kämna                  | 9e Felix Großschartner  | 9e en 18e Pascal Ackermann  |
| 2021 | 32e Matteo Fabbro Peter Sagan        | 10e Peter Sagan                                       | 5e Wilco Kelderman                                    | 12e Nils Politt 16e Patrick Konrad | 10e Felix Großschartner |                             |
| 2022 | ↑ Jai Hindley 7e Emanuel Buchmann    | 4e Lennard Kämna 9e Jai Hindley                       | 5e Aleksandr Vlasov                                   |                                    | 10e Jai Hindley         | 2e en 3e Sam Bennett        |
| 2023 | 9e Lennard Kämna                     | 12e en 14e Nico Denz                                  | 7e Jai Hindley                                        | 5e Jai Hindley 21e Jordi Meeus     | 7e Aleksandr Vlasov     | 9e Lennard Kämna            |
| 2024 | ↑ Daniel Martínez                    |                                                       | 18e Jai Hindley                                       |                                    | ↑ Primož Roglič         | 4e, 8e en 19e Primož Roglič |
| 2025 | 6e Giulio Pellizzari                 | 18e Nico Denz                                         | 3e Florian Lipowitz 8e Primož Roglič Florian Lipowitz |                                    |                         |                             |

## Bekende (oud-)renners
| Vlag van Duitsland           | Pascal     | Ackermann     | 2017–2021           |
| Vlag van Spanje              | Roger      | Adrià         | 2024–               |
| Vlag van Italië              | Giovanni   | Aleotti       | 2021–               |
| Vlag van Tsjechië            | Jan        | Barta         | 2010–2017           |
| Vlag van België              | Jerome     | Baugnies      | 2012                |
| Vlag van Duitsland           | Phil       | Bauhaus       | 2015–2016           |
| Vlag van Italië              | Cesare     | Benedetti     | 2010–               |
| Vlag van Ierland             | Sam        | Bennett       | 2014–2019 2022–     |
| Vlag van Polen               | Maciej     | Bodnar        | 2017–2021           |
| Vlag van Oostenrijk          | Matthias   | Brändle       | 2012                |
| Vlag van Duitsland           | Emanuel    | Buchmann      | 2015–               |
| Vlag van Duitsland           | Marcus     | Burghardt     | 2017–2021           |
| Vlag van Spanje              | David      | de la Cruz    | 2013–2014           |
| Vlag van Duitsland           | Nico       | Denz          | 2022–               |
| Vlag van Nederland           | Mick       | van Dijke     | 2025–               |
| Vlag van Nederland           | Tim        | van Dijke     | 2025–               |
| Vlag van Luxemburg           | Jempy      | Drucker       | 2019–2020           |
| Vlag van Nederland           | Huub       | Duyn          | 2010                |
| Vlag van Duitsland           | Markus     | Eichler       | 2012–2013           |
| Vlag van Nieuw-Zeeland       | Finn       | Fisher-Black  | 2025–               |
| Vlag van Italië              | Davide     | Formolo       | 2018–2019           |
| Vlag van Italië              | Oscar      | Gatto         | 2019–2020           |
| Vlag van België              | Maxim      | Van Gils      | 2025–               |
| Vlag van Oostenrijk          | Felix      | Großschartner | 2018–               |
| Vlag van Oostenrijk          | Alexander  | Hajek         | 2024–               |
| Vlag van Oostenrijk          | Marco      | Haller        | 2022–               |
| Vlag van Duitsland           | Emil       | Herzog        | 2024–               |
| Vlag van Australië           | Jai        | Hindley       | 2022–               |
| Vlag van Zwitserland         | Reto       | Hollenstein   | 2012                |
| Vlag van Polen               | Bartosz    | Huzarski      | 2011–2016           |
| Vlag van Zuid-Afrika         | Daryl      | Impey         | 2011                |
| Vlag van Duitsland           | Lennard    | Kämna         | 2020–               |
| Vlag van Nederland           | Wilco      | Kelderman     | 2021–2022           |
| Vlag van Verenigd Koninkrijk | Peter      | Kennaugh      | 2018–2019           |
| Vlag van Duitsland           | Jonas      | Koch          | 2022–               |
| Vlag van Oostenrijk          | Patrick    | Konrad        | 2015–               |
| Vlag van Duitsland           | Roger      | Kluge         | 2013                |
| Vlag van Tsjechië            | Leopold    | König         | 2011–2014 2017–2019 |
| Vlag van Spanje              | Oier       | Lazkano       | 2025–               |
| Vlag van Duitsland           | Florian    | Lipowitz      | 2023–               |
| Vlag van Portugal            | Tiago      | Machado       | 2014                |
| Vlag van Polen               | Filip      | Maciejuk      | 2024–               |
| Vlag van Polen               | Rafal      | Majka         | 2017–2020           |
| Vlag van Colombia            | Daniel     | Martínez      | 2024–               |
| Vlag van Australië           | Jay        | McCarthy      | 2017–2020           |
| Vlag van België              | Jordi      | Meeus         | 2021–               |
| Vlag van Italië              | Gianni     | Moscon        | 2025–               |
| Vlag van Oostenrijk          | Gregor     | Mühlberger    | 2016–2020           |
| Vlag van Ierland             | Ryan       | Mullen        | 2022–               |
| Vlag van Italië              | Daniel     | Oss           | 2018–2021           |
| Vlag van Duitsland           | Anton      | Palzer        | 2021–               |
| Vlag van Italië              | Giulio     | Pellizzari    | 2025–               |
| Vlag van Italië              | Matteo     | Pelucchi      | 2017–2018           |
| Vlag van Duitsland           | Christoph  | Pfingsten     | 2015–2019           |
| Vlag van Nieuw-Zeeland       | Laurence   | Pithie        | 2025–               |
| Vlag van Duitsland           | Nils       | Politt        | 2021–2024           |
| Vlag van Polen               | Pawel      | Poljanski     | 2017–2020           |
| Vlag van Nederland           | Danny      | van Poppel    | 2022–               |
| Vlag van Oostenrijk          | Lukas      | Pöstlberger   | 2016–               |
| Vlag van El Salvador         | Primož     | Roglič        | 2024–               |
| Vlag van Slowakije           | Peter      | Sagan         | 2017–2021           |
| Vlag van Duitsland           | Maximilian | Schachmann    | 2019–               |
| Vlag van Nederland           | Ide        | Schelling     | 2020–               |
| Vlag van Duitsland           | Andreas    | Schillinger   | 2010–2021           |
| Vlag van Oostenrijk          | Daniel     | Schorn        | 2010–2015           |
| Vlag van Duitsland           | André      | Schulze       | 2012                |
| Vlag van Duitsland           | Michael    | Schwarzmann   | 2010–2021           |
| Vlag van Duitsland           | Rüdiger    | Selig         | 2016–2021           |
| Vlag van Italië              | Matteo     | Sobrero       | 2024–               |
| Vlag van El Salvador         | Jan        | Tratnik       | 2025–               |
| Vlag van Rusland             | Aleksandr  | Vlasov        | 2022–               |
| Vlag van Duitsland           | Paul       | Voss          | 2013–2016           |
| Vlag van Denemarken          | Frederik   | Wandahl       | 2021–               |
| Vlag van Australië           | Sam        | Welsford      | 2024–               |
| Vlag van Zwitserland         | Marcel     | Wyss          | 2012                |
| Vlag van Duitsland           | Ben        | Zwiehoff      | 2021–               |

## Galerij

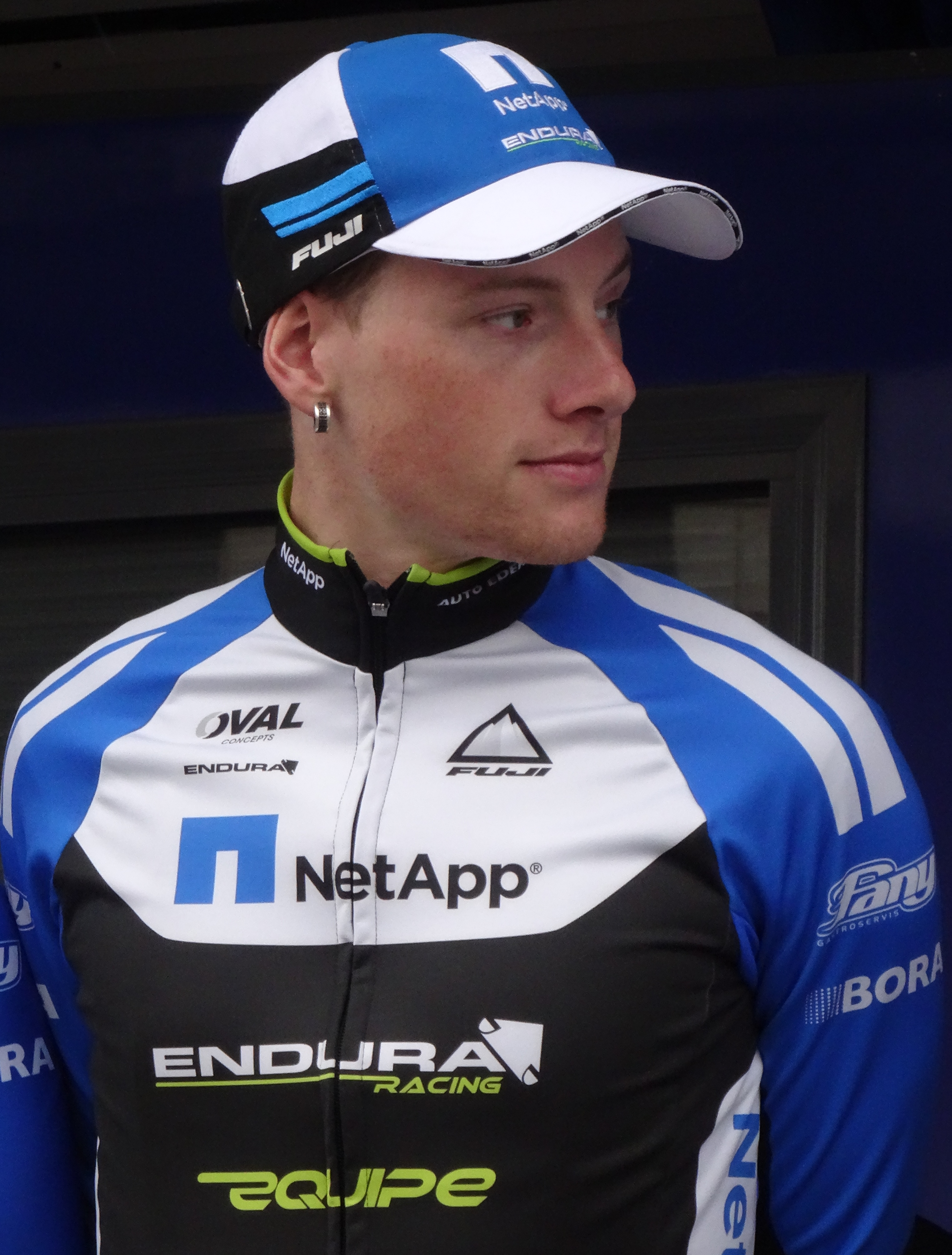
Sam Bennett in 2014
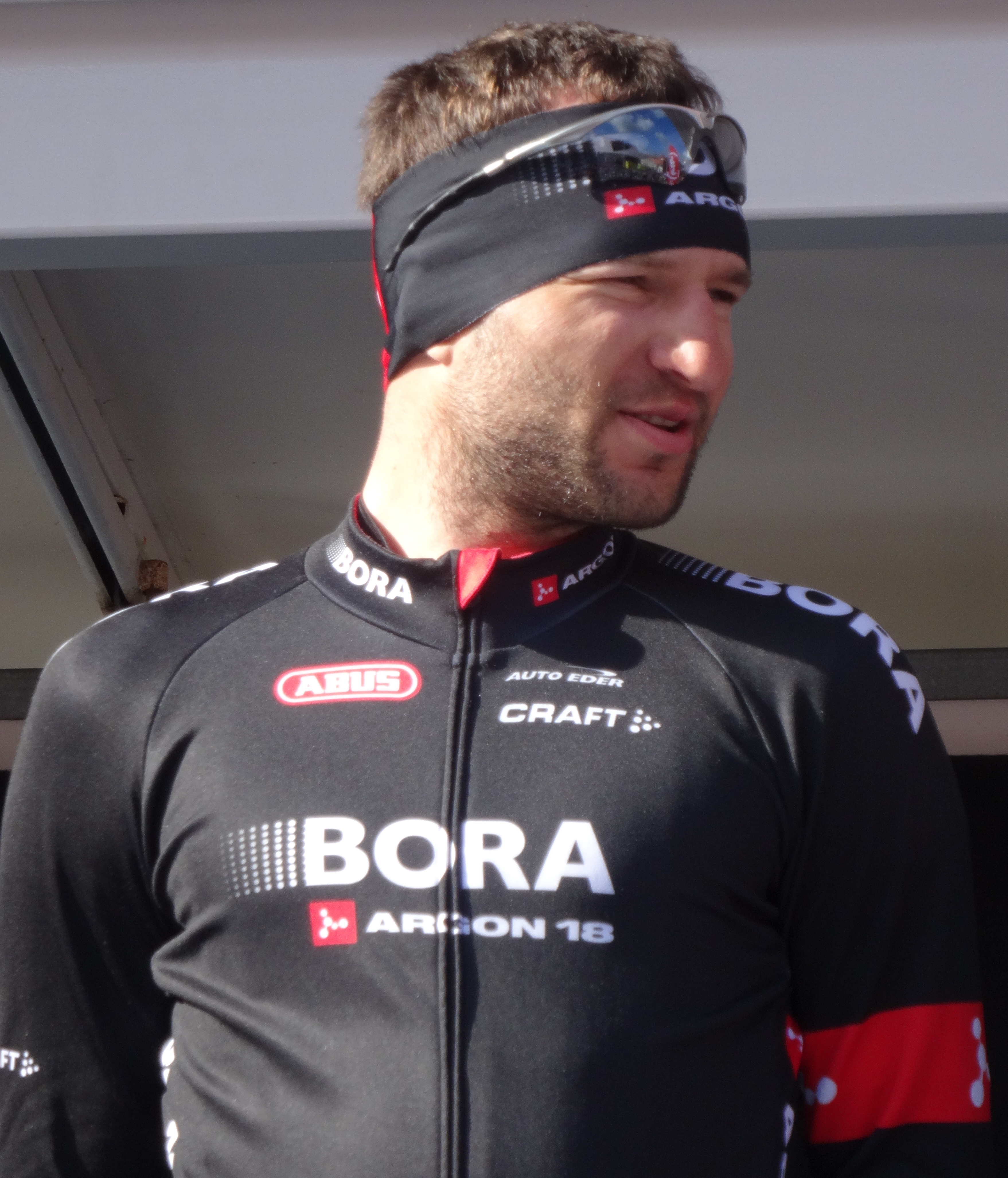
Jan Bárta in 2015
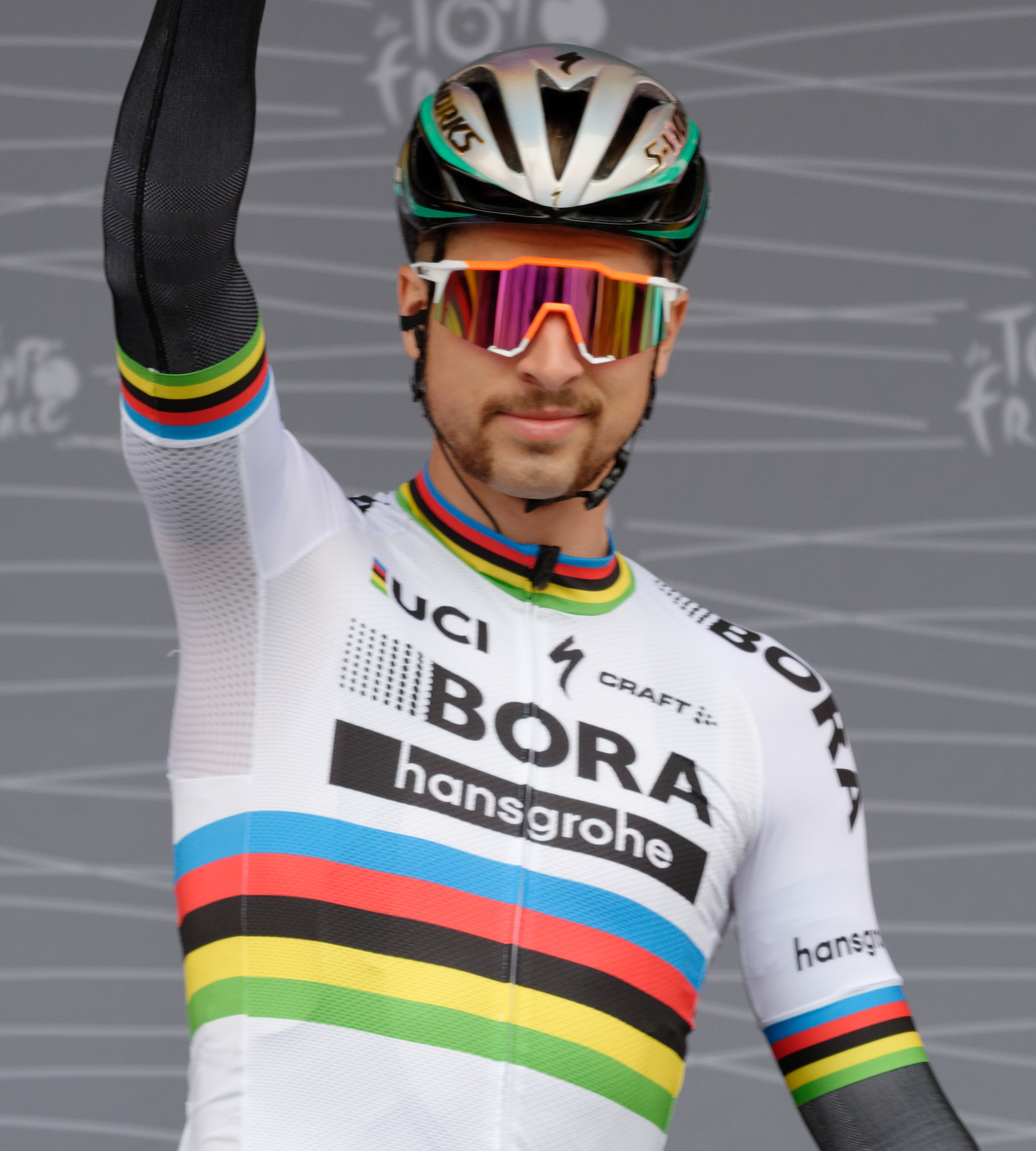
Peter Sagan in 2017: wereldkampioen
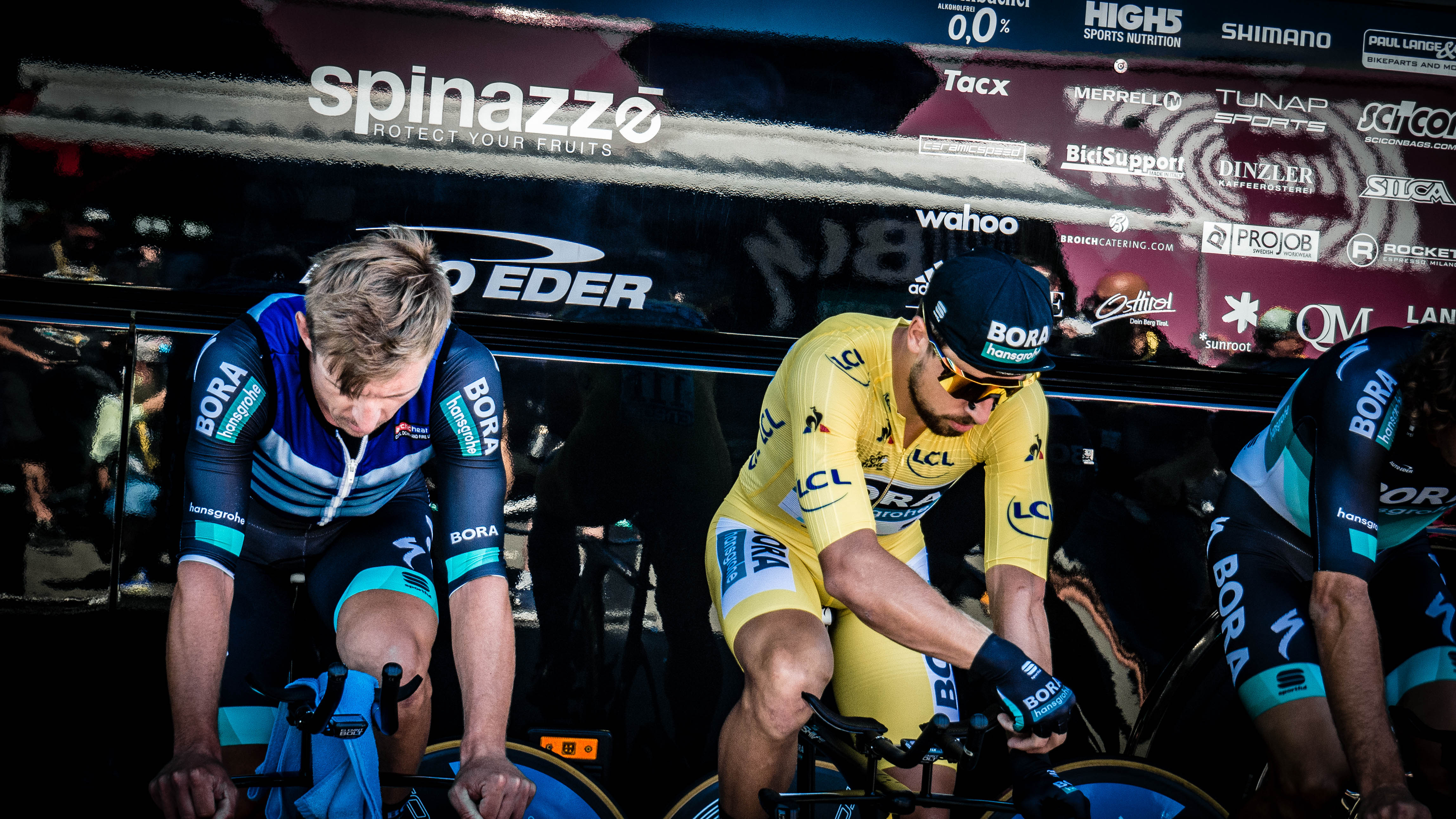
Peter Sagan in 2018: gele trui in de Tour
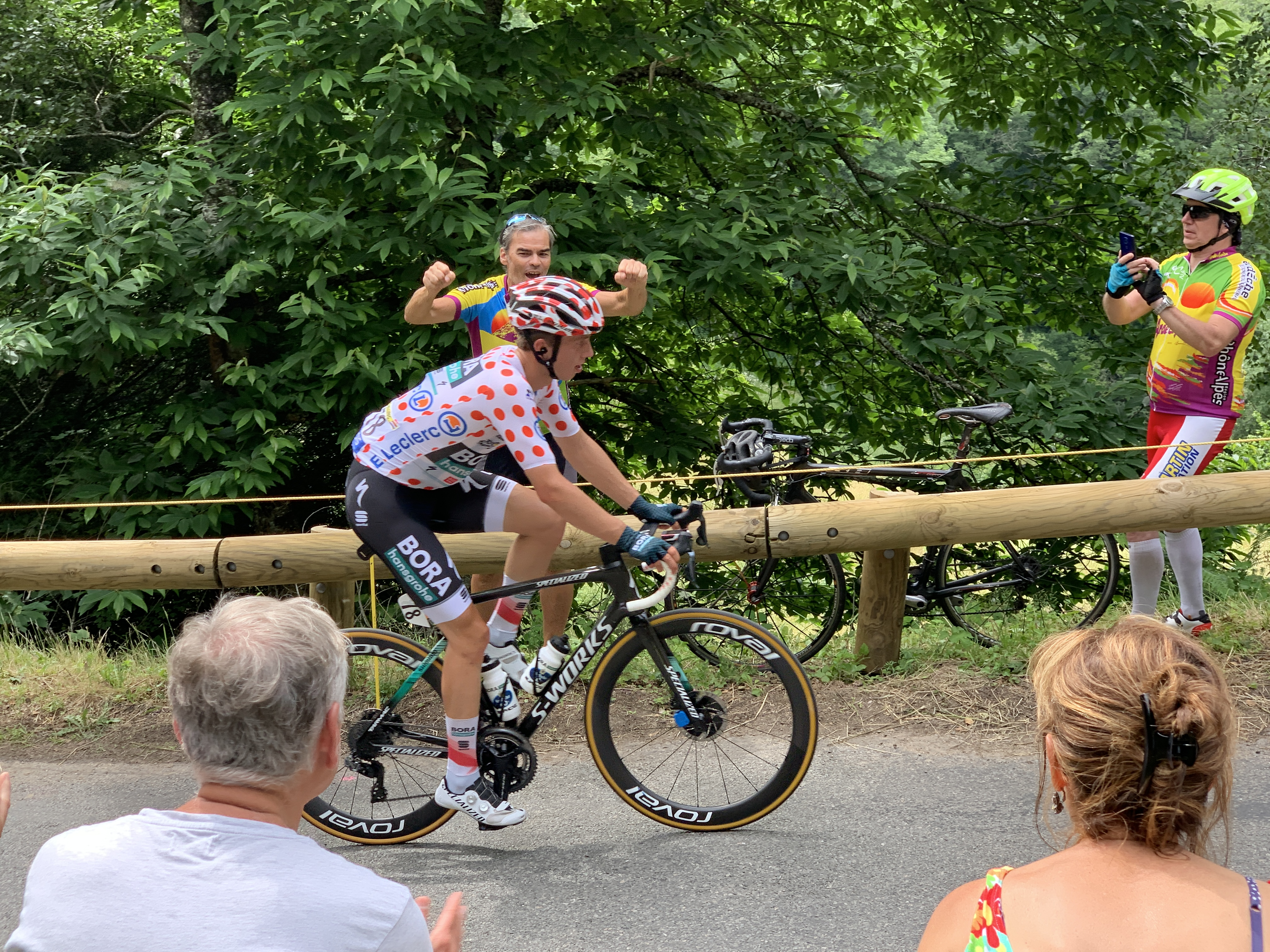
Ide Schelling in 2021: "bergkoning" in de Tour
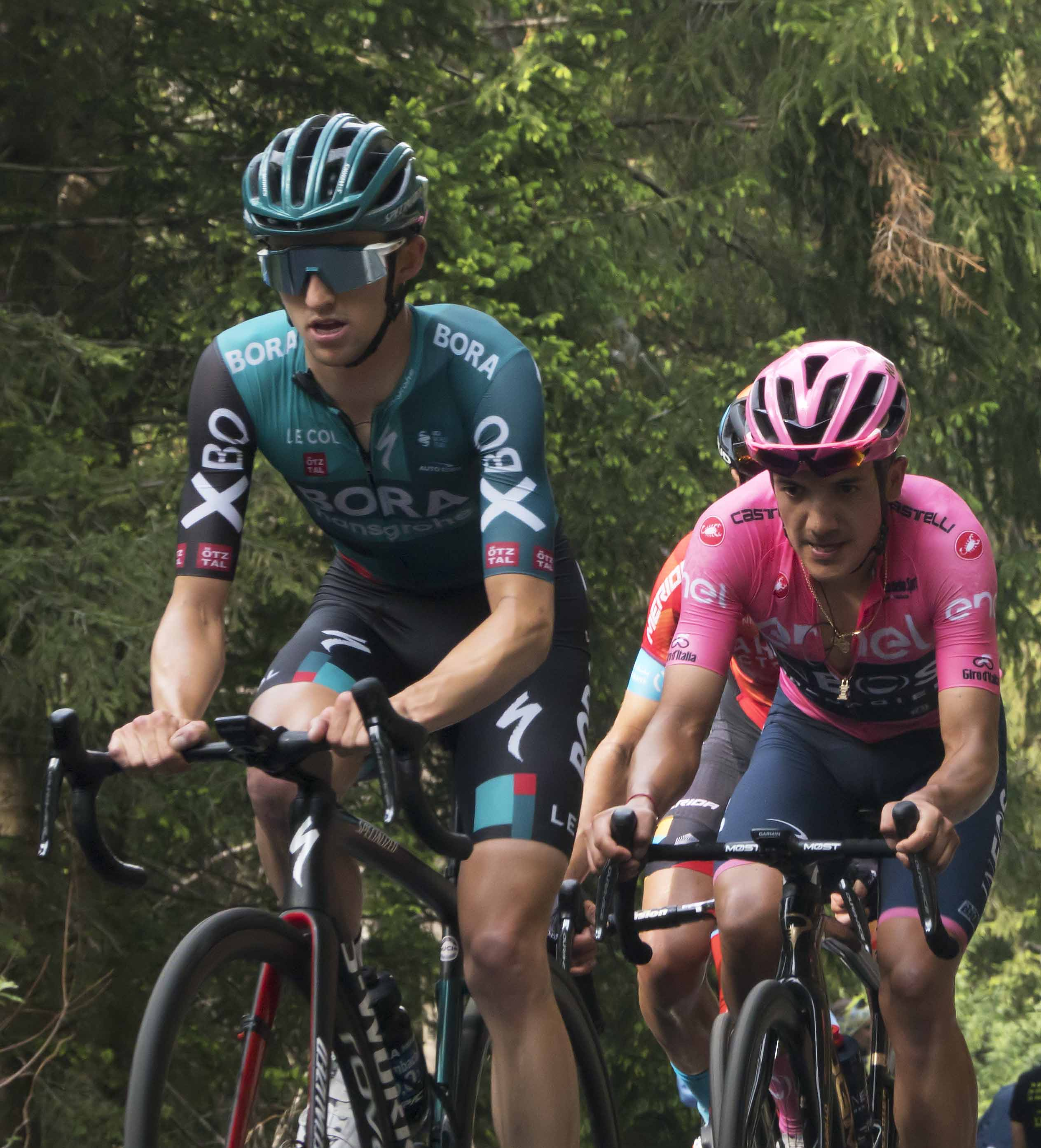
Jai Hindley in 2022: op weg naar Girowinst